# Bogusława Pasieka-Butkiewicz
Bogusława Pasieka-Butkiewicz (ur. 1958 w Bydgoszczy) – polska nauczycielka i działaczka harcerska, harcmistrz. Naczelniczka Harcerek Związku Harcerstwa Rzeczypospolitej (1990–1991).

## Życiorys
Urodziła się w Bydgoszczy. Z wykształcenia jest pedagogiem opiekuńczo-wychowawczym oraz nauczycielem nauczania początkowego. Piastowała między innymi funkcję drużynowej 19 Pomorskiej Drużyny Harcerzy Lotniczej im. Żwirki i Wigury w Bydgoszczy oraz członkini Rady Porozumienia Kręgów Instruktorów Harcerskich im. Andrzeja Małkowskiego (KIHAM). Od 2 grudnia 1990 była pierwszą Naczelniczką 
Harcerek Związku Harcerstwa Rzeczypospolitej, funkcję tę sprawując do 28 września 1991. 
W kwietniu 2018 podczas XVI Zjazdu ZHR została odznaczona Złotym Krzyżem Zasługi przez Prezydenta Rzeczypospolitej Polskiej.
Jej mężem jest harcmistrz Michał Butkiewicz. 